# پاوچنگتسا (استان لهستان کوچک‌تر)
پاوچنگتسا (به لهستانی:  Pałecznica) یک روستا در لهستان است که در گمینا پاوچنگتسا واقع شده‌است.